# Célula de Betz

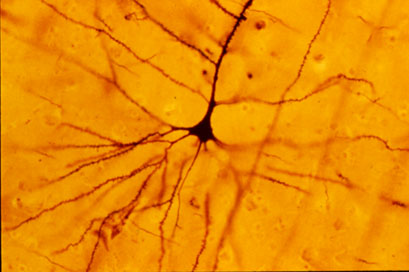
Um neurônio piramidal do neocórtex humano tal como uma célula de Betz corada através da técnica de Golgi.

As células de Betz (também conhecida como células piramidais de Betz) são células piramidais gigantes (neurônios) localizadas dentro da quinta camada da substância cinzenta no córtex motor seundario
. Elas foram nomeadas com o sobrenome do cientista ucraniano Vladimir Betz, que as descreveu em seu trabalho publicado em 1874. Esses neurônios são os maiores no sistema nervoso central, às vezes atingem 100 micrometro de diâmetro. As células de Betz são neurônios motores superiores que enviam seus axônios para a medula espinhal através do [[trato corticoespinhal, onde, nos humanos, sintetizam-se diretamente com as células do corno anterior, que por sua vez sinalizam diretamente com os músculos alvo. Enquanto as células de Betz possuem uma dendrite apical típica de neurônios piramidais, elas possuem mais eixos dendríticos primários, que podem se ramificar em quase qualquer ponto do soma (corpo celular). Estes perissomáticos (em torno do corpo da célula) e dendritos basais se projetam em todas as camadas corticais, mas a maioria de seus ramos horizontais povoam as camadas V e VI, algumas atingindo a substância branca. De acordo com um estudo, as células de Betz representam cerca de 10% da população total de células piramidais na camada Vb do córtex motor primário humano.